# Амірі Курді
Амірі Курді (араб. أمير الكردي, нар. 11 вересня 1991, Ер-Ріяд) — саудівський футболіст, захисник клубу «Аль-Гіляль».
Виступав, зокрема, за клуб «Паніоніос».

## Ігрова кар'єра
У дорослому футболі дебютував 2009 року виступами за команду клубу «Паніоніос», в якій провів п'ять сезонів, взявши участь у 62 матчах чемпіонату.
Згодом з 2014 по 2019 рік грав у складі команд клубів «Аль-Аглі» та «Паніоніос».
До складу клубу «Аль-Гіляль» приєднався 2019 року. Станом на 16 грудня 2019 року відіграв за саудівську команду 2 матчі в національному чемпіонаті.

## Титули і досягнення
- Чемпіон Саудівської Аравії (3):

«Аль-Аглі»: 2015-16
«Аль-Гіляль»: 2019-20, 2020-21
- Володар Королівського кубка Саудівської Аравії (2):

«Аль-Аглі»: 2015-16
«Аль-Гіляль»: 2019-20
- Володар Кубка наслідного принца Саудівської Аравії (1):

«Аль-Аглі»: 2014-15
- Володар Суперкубка Саудівської Аравії (1):

«Аль-Аглі»: 2016
- Переможець Ліги чемпіонів АФК (2):

«Аль-Гіляль»: 2019, 2021